# Отворена наука
Отворена наука е обобщаващо понятие за движението, което цели научните изследвания и резултати да станат достъпни за всички любознателни хора, аматьори и професионалисти. То обхваща публикуването на отворени научни изследвания, борбата за свободен онлайн достъп, окуражаването на учените да обнародват работните си дневници и улесняването на научната работа и публикуването на научни знания като цяло.
Движението води началото си от 17 век с появата на първите научни списания, когато обществената необходимост от достъп до научни знания води до това групи от учени да започнат да споделят ресурси и да работят колективно. Днес съществува дебат относно степента, до която научната информация трябва да се споделя. Конфликтът е между желанието на учените да имат достъп до споделени ресурси и желанието на отделни субекти да печелят, когато други субекти ползват ресурсите им.

## История

### Предпоставки за възникване
Понятието наука в най-общ смисъл обхваща събирането, анализирането, публикуването, повторното анализиране, критикуването и повторното използване на данни. Привържениците на движението за отворена наука посочват съществуването на бариери, които пречат на широкото разпространение на научни данни или го затрудняват. Те включват финансови бариери в случая на търговски издатели, ограничения за ползване на публикуваното от страна на издателите, лошо форматиране на данните или патентован софтуер, който затруднява повторното им използване, както и нежелание да се публикуват данни от страх, че ще се загуби контрол над това как се ползва информацията.
Началото на съвременната идея за отворена наука е свързано с възникването на институцията научно списание. Преди това обществото не е поощрявало учените да общуват помежду си и с широката публика и тяхната работа е обвита в тайнственост.

### Преди списанията
Преди появата на научните списания учените нямат изгода да публикуват научните си открития, а напротив – рискуват да загубят много. Много учени, включително Галилео, Кеплер, Исак Нютон, Кристиан Хюйгенс и Робърт Хук, обявяват откритията си като ги описват в доклади, кодирани с анаграми и шифри и едва след това ги разпространяват. Тяхното намерение е да развият откритията си в печелившо начинание и едва след това да обявят авторството си.
Тази система създава проблеми, защото откритията не се споделят бързо и понякога за откривателя става трудно да докаже първенството си. Нютон и Готфрид Лайбниц едновременно твърдят, че са открили математическия анализ. Обяснението на Нютон е, че е писал за висша математика през 1660-те и 70-те, но бил публикувал едва през 1693. Споровете за първенство са присъщи там, където науката не се публикува открито, и затова системата е проблематична за учените, които искат да заявят първенство.
Такива случаи са характерни за системата на индивидуален патронаж, при която учените получават финансиране от аристократичен спонсор (патрон) за да разработват или неща, носещи незабавна полза, или предназначени за забавление. Науката носи престиж за патрона също както финансирането на художници, писатели, архитекти и философи. Затова учените са принудени да задоволяват желанията на патрона си и не са насърчавани за изследвания, които биха могли да донесат престиж на други хора.

### Поява на академии и списания
В крайна сметка индивидуалният патронаж спира да осигурява необходимия на обществото научен резултат. Единичните спонсори не успяват да подсигурят учените, които имат нестабилни кариери и нужда от постоянно финансиране. Промяната идва с идеята да се съберат на едно място изследвания на много учени в една академия, финансирана по друг начин. През 1660 в Англия е основано Кралското общество, а през 1666 във Франция е основана Френската академия на науките. Между 1660-те и 1793 правителствата признават официално 70 други научни организации подобни на тези две академии. През 1665 Хенри Олденбург става редактор на първото научно списание, Философски трудове на Кралското общество (на английски: Philosophical Transactions of the Royal Society), първото списание за наука, което дава тласък за развитие на научните публикации. Към 1699 вече се издават над 30 научни списания; към 1790 те са 1052. Оттогава публикуването на научни издания непрекъснато нараства.

### Научно сътрудничество
Днес много изследователите в публично финансираните университети и научни институти са насърчавани да си сътрудничат и да споделят научните резултати, но същевременно е налице и противоположната тенденция – да се патентоват някои технологични постижения. Последното се дължи на потенциала им да генерират търговска стойност и в надеждата си да капитализират тези продукти, много изследователски институции се въздържат да споделят определена информация и технология, които при публикуване биха довели до цялостен напредък в науката. Трудно е да се предскаже потенциалната частна облага от технологията или да се оцени какво губи обществото, но съществува общо съгласие, че облагата от дадена технология за която и да е единична институция не е толкова голяма, колкото загубата за обществото от непубликуването ѝ. 

## Политически аспекти
Много правителства финансират определени научни дейности с публични средства. От друга страна, учените често публикуват резултатите от изследванията си в научни списания, които често са комерсиални и университети и библиотеки, които са публични институции, са принудени да плащат за тях. Така по думите на Майкъл Айзен, основател на проекта за свободен достъп Публична научна библиотека (Public Library of Science), описва това така: „данъкоплатците, които вече са платили за изследването, трябва да платят отново, за да прочетат резултатите“.
През декември 2011 в САЩ е представен законопроект за научната работа (Research Works Act), който би ограничил безплатното публикуване онлайн за обществен достъп. Дарел Иса, вносител на законопроекта, го мотивира така: „Публично финансираната изследователска дейност е и трябва да продължи да бъде абсолютно достъпна за публиката. Същевременно трябва да защитим добавената стойност на изследванията от частния сектор и да подсигурим съществуването и на комерсиалните организации и на тези с нестопанска цел". В отговор на този законопроект започват протести от учени, които организират международен бойкот на комерсиалното издателство Elsevier, подкрепило законопроекта. Бойкотът „Цената на Познанието“ (на английски: The Cost of Knowledge) поддържа уебсайт, на който учени публично заявяват, че няма да публикуват или рецензират статии в списанията на Елзевир.. В резултат издателството оттегля подкрепата си, а законопроектът е оттеглен.

## Аргументи „против“
Твърде обилната и хаотична информация затруднява учените. Някои учени намират вдъхновение в собствените си размисли и нарочно ограничават количеството информация, получена от други. Например Александър Гротендийк е учен, който иска да научава сам: „да стигна до нещата, които искам да науча, по собствен път, вместо да разчитам на понятието за консенсус.“
Науката може да се ползва с лоши цели. През 2009 е открадната електронната кореспонденция на английски климатолози, което води до т. нар. скандал „Climategate“ (съмнения за нагласяване на научните данни с цел постигане на определени внушения). През 2011 датски изследователи обявяват намерението си да публикуват научен доклад в списанието Сайънс за създаден от тях щам на грипния вирус H5N1, който може лесно да бъде предаван между невестулки – бозайникът, който е най-близък до човека по реакцията си към грипа. Това задейства дебат както в политическите, така и в научните кръгове, and scientific за етичните последици от публикуването на научни данни, които биха могли да се ползват за създаването на биологично оръжие. Тези събития са примери как с научните данни може да се злоупотреби.
Обществото не разбира научните данни. През 2009 е изстрелян космическият телескоп Кеплер и НАСА обещава, че ще публикува събраните данни през юни 2010. По-късно отлагат публикуването, за да могат техните учени първи да прегледат данните. Обяснението им е, че хора, които не са учени, биха могли да интерпретират данните погрешно.
Увеличаването на обхвата на науката ще затрудни проверката на откритията. Когато повече хора докладват данни, ще отнеме по-дълго време те да бъдат обхванати, а е вероятно и повече от тях да са с по-лошо качество, така че трудно ще се стигне до някакво заключение.

## Аргументи „за“
Публикацията на изследователски доклади и данни с отворен достъп позволява по-строга проверка от страна на колеги. Доклад на астробиолози от НАСА („Сайънс“, 2010) съобщава за нова бактерия GFAJ-1, която метаболизира арсен (няма друга известна форма на живот, която да прави това). Това откритие заедно с твърдението на НАСА, че докладът „ще има ефект върху търсенето за доказателство за извънземен живот“, е изцяло критикувано от научните среди. Много от научните коментари и критика са от публични форуми, най-вече Туитър, където стотици учени и други хора създават група около хаштага #arseniclife. Астробиологът Роузи Редфийлд, един от най-гласовитите критици, публикува в arXiv, хранилище за отворенанаука, научно изследване, проведено от нея с колеги, което опровергава откритията на екипа от НАСА. Тя призовава към рефериране както на нейния доклад, така и на този на НАСА, в блога на нейната лаборатория.
Науката се финансира с публични средства и затова всички резулати трябва да са обществено достъпни Финансирането на научни изследвания с публични средства отдавна се посочва като една от основните причини за предоставяне на свободен достъп до статиите с резултати от такива изследвания. Тъй като освен статии, в процеса на изследване могат да се създават и други стойности продукти като софтуер, протоколи, данни, подобен аргумент би трябвало да важи и за тях и те трябва да бъдат достъпни под лиценз на Криейтив Комънс.
Отворената наука ще направи науката по-възпроизводима и прозрачна Все повече се поставя под въпрос възпроизводимостта на научните резултати и дори има термин „криза на възпроизводимостта“ (reproducibility crisis). Отворената наука предлага инструмент за повишаване на възпроизводимостта.
Отворената наука е по-влиятелна Влиянието на един научен труд има няколко компонента и оценката му е предмет на спорове. Ако се използват традиционни методи за оценка на влиянието, трудове на отворената наука или отворените данни се представят по-добре от традиционните версии.

## Проекти
Големите научни проекти са по-склонни да практикуват отворена наука, отколкото по-малките. Някои отворени научни проекти са:
- Allen Brain Atlas
- Galaxy Zoo
- Енциклопедия на живия свят

## Организации
- Open Knowledge Foundation
- Allen Institute for Brain Science[35]
- Science Commons